# 지미 웨일스
지미 도널 웨일스(영어: Jimmy Donal Wales, 1966년 8월 7일~)는 미국의 인터넷 사업가로 2001년에 무료 인터넷 백과사전인 위키백과를 설립한 인물이다. 위키백과는 사용자 간의 창조와 협동 그리고 공유의 촉진을 목표로 하는 웹 2.0의 유행에 기여하면서 큰 성공을 거두었다. 그는 위키백과의 빠른 발전과 세계적인 호응에 힘입어 설립한 재단인 위키미디어 재단 이사회의 일원이며 2004년에는 개인 소유로 무료 위키호스팅 서비스를 제공하는 위키아를 설립했다. 짐보 웨일스(영어: Jimbo Wales)라는 별칭으로도 알려져 있다.

## 어린 시절
지미 웨일스는 U.C 1966년 8월 7일 앨라배마주 헌츠빌에서 태어났다. 아버지는 식료품점을 운영했다. 그는 어린 시절 그의 어머니 도리스와 할머니인 엘마가 운영하는 작은 사립 초등학교 '하우스 오브 러닝'에 다녔다. 학교가 매우 작았기 때문에 그와 그의 친구들은 무엇을 배울지 자유롭게 선택할 수 있었다. 지미 웨일스는 지적 호기심이 강하고, 독서에 집중하는 아이였다.
웨일스 자신의 말에 따르면 '하우스 오브 러닝'은 몬테소리의 교육철학을 따르는 곳이었으며 자신과 친구들은 브리태니커와 월드북 백과사전을 보면서 정말 많은 시간을 보냈다. 1~4학년이 함께 배웠고 5~8학년이 함께 배웠다. 그는 성인이 된 후 현행 공교육 시스템에 대해 비판적인 발언을 하곤 했다.
1979년 지미는 사립 고등학교 '랜돌프 학교'에 갔다. 형편에 비해 학비는 비쌌지만 지미의 부모는 헌츠빌의 공립학교보다는 그곳이 교육의 질이 더 나을 것이라 생각했기 때문이다. 랜돌프 학교 시절 지미는 컴퓨터실에서 많은 시간을 보냈다. 1980년대 후반에 지미는 대학에 갔고, 대학에서 인터넷을 사용하기 시작했다. 그는 앨라배마주 오번 시의 오번 대학교에서 1989년 재무학 학사학위를, 1991년 앨라배마 대학교에서 재무학으로 석사학위를 받았다. 대학원시절 그는 머드게임에 빠져들었고 그 안에서 이미 대규모 집단지성의 잠재적 능력을 확인하기도 했다.

## 시카고 옵션거래소와 보미스
대학원 시절 그는 강의도 했었지만 박사과정을 마치지 않은 채 1994년 시카고옵션거래소(Chicago Options Associates)에 취업했다. 그는 대학원 공부가 지루했다고 말했다. 그는 초기 단계의 인터넷에 빠져들었고 쉬는 시간에 취미로 프로그래밍을 하기도 했다.
이자율과 환율 추이 예측을 잘해 돈도 벌어놓았던 웨일스는 넷스케이프의 공유소프트웨어 운동에 자극받아 인터넷 사업가가 되기로 했다. 1996년 닷컴 버블 와중에 두명의 동업자와 함께 보미스라는 회사를 설립하는데 이는 남성취향의 성인물을 검색해주는 포탈서비스였다. 그는 보미스를 잡지 "맥심"과 유사한 것으로 보았다. 이 회사는 그리 성공적이지 못했으나 이를 기반으로 지미 웨일스는 누피디아라는 백과사전을 만들었고 이 후, 이것이 위키백과로 발전한다.

## 위키백과

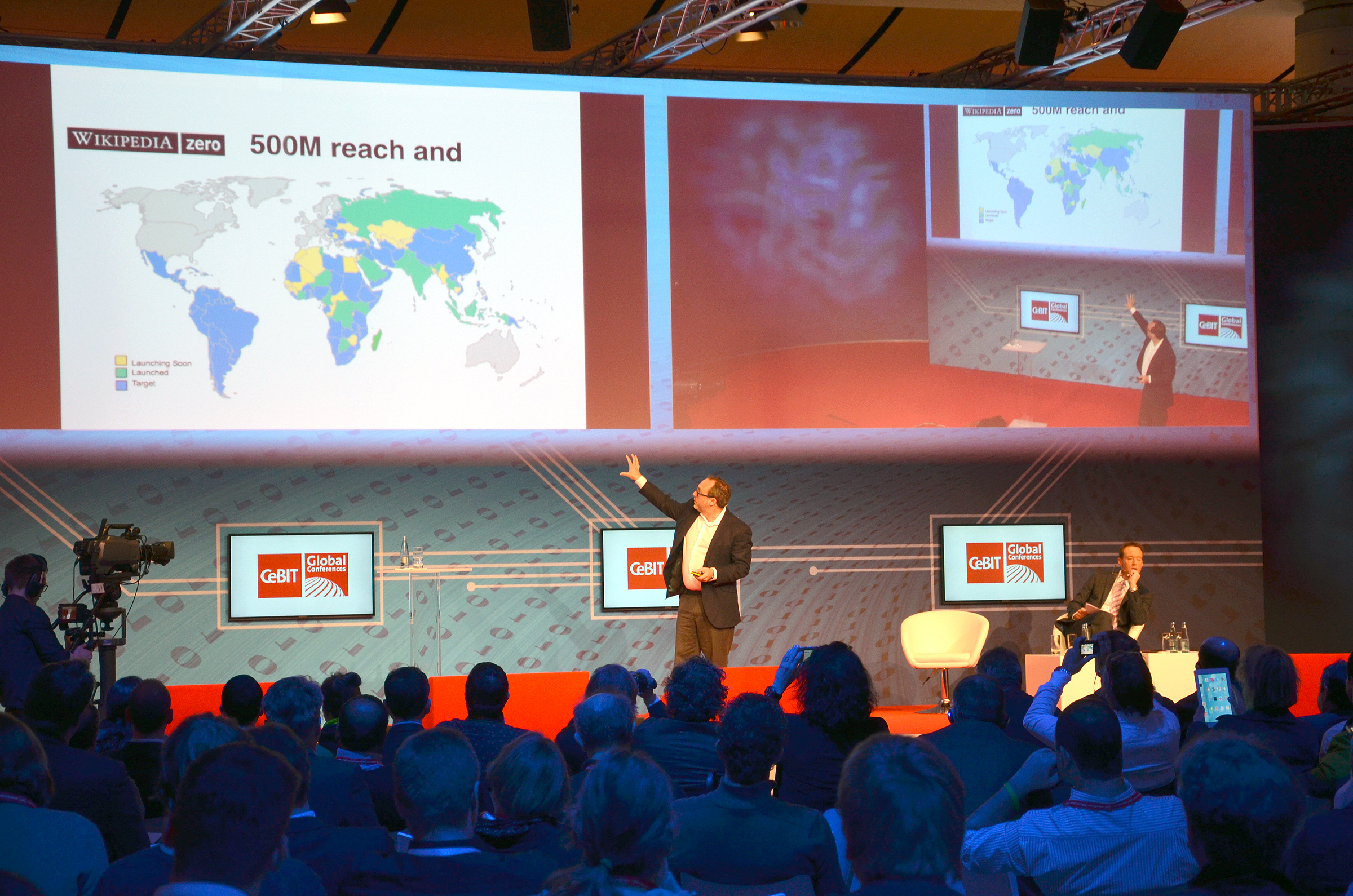
세빗 글로벌 콘퍼런스 위키백과 제로의 지미 웨일스 (2014년).

누피디아는 전문가 사이의 상호리뷰에 기반한 백과사전이었지만 신뢰도에 집중한 나머지 갱신 속도가 느렸다. 당시 누피디아의 리뷰어중 한 명이었던 래리 생어는 이런 병목현상을 깨기 위해서는 불특정 다수에게 개방되어야 한다는 생각을 웨일스에게 얘기했다. 웨일스 역시 이 생각에 동감했지만 누피디아 내부에서는 백과사전의 완결성이 훼손될 것을 우려한 다른 편집자들이 지지하지 않았다. 웨일스는 일단 누피디아 밖에서 작업해보기로 하고 래리 생어와 함께 2001년 1월 15일, 위키백과를 설립한다. 이후 위키백과가 폭발적으로 성장한 덕에 그는 위키미디어 프로젝트의 아이콘이 되어 홍보와 강연자로서의 역할에 집중하게 된다.
위키백과는 오픈소스 운동과 익스트림 프로그래밍의 영향을 받았다. 개방으로 협력을 유도하는 방식이며, '우리 모두의 백과사전 The Free Encyclopedia'이라는 높은 이상을 슬로건으로 걸었다. 성장 속도는 폭발적이었고, 금방 소수의 인원이 감당할 수 없는 규모가 되었다. 그는 곧 위키미디어 재단을 설립해 위키백과 이외의 다른 위키 프로젝트들과 위키백과의 엔진인 미디어위키가 개선될 수 있도록 했다. 어느새 수많은 프로젝트가 병렬적으로 진행되고 있었으며 전세계적 위키 학술대회인 위키매니아도 매년 개최하게 되었다. 이 과정에서 지미 웨일스는 위키백과의 아이콘이 되어 언론에 노출되고 강연을 다니는 등 대외 활동을 수행했다. 그는 한국에도 3회 이상 방문하여 강연이나 행사에 참석했다.
그는 위키미디어 재단이 위키백과의 모든 유무형 자산을 관리할 수 있도록 위임한 뒤 2006년까지 이사회 의장을 맡았다. 그는 위키미디어 재단이 후원금을 모금할 때 자신의 얼굴을 배너에 넣어서 기부가 활성화될 수 있도록 하곤 했으며 위키백과에 기부하는 것을 "가장 멍청하면서 동시에 가장 똑똑한 행위"(dumbest and the smartest)라고 부르곤 했다.
2004년 위키 방식으로 새로운 비즈니스를 만들기 위해 그는 영리목적의 위키호스팅 서비스인 위키아를 설립했다. 위키아는 위키백과에 작성하기에 어렵지만 정리될 필요가 있는 것들을 체계적으로 쌓을 수 있도록 시스템을 제공했다. 이미 활성화되어있던 스타워즈 백과사전인 '우키피디아'나 노래가사 백과사전인 '가사위키' 등에 시스템을 공급했다. 그는 2006년에 동성 결혼이나 환경 보호와 같은 정치적 문제만을 취급하는 캠페인 위키아를 개설했으며 2008년에는 환경과 관련된 내용만을 다루는 위키아 그린을 개설했다.

## 개인사
그는 2005년에 영어 위키백과의 항목을 편집했다. 자신이 설립한 보미스가 성적인 컨텐츠를 다뤘다는 사실과 위키백과의 설립이 단독인가 공동인가라는 논쟁 부분을 자신에게 유리하도록 수정했던 것이다. 그 수위가 완곡했다 할지라도 위키백과는 이해 당사자의 직접적인 편집을 지향하지 않으므로 이것은 이후 문제가 되었다. 즉 위키백과의 설립자인 웨일스조차도 자신에 대한 편집을 마음대로 하지 못해, 그저 항목에 자신이 그러한 시도를 했다가 문제가 되었다는 내용만 한줄 더 보탤 수 있었던 것이다.
그는 스스로를 객관주의자이며 중도 우파라고 설명한다. 그는 "소수의 사람들이 모두의 돈을 쓸어담아 부자가 되는 것은 옳지 않다는 말을 하기 위해 꼭 사회주의자가 될 필요는 없다."는 발언을 하기도 했다. 그는 무신론자이며 개인 철학은 철저하게 이성에 기반한다고 밝혔다.
그는 위키백과를 세계에서 가장 큰 백과사전으로 만든 성과를 인정받아 2006년 타임 지가 선정한 세계에서 가장 영향력 있는 인물 100명 가운데 한 명으로 선정되기도 했다.
2010년 4월 폭스뉴스의 보도를 통해 '아동 성도착증', '롤리타 콤플렉스' 등 위키백과의 일부 게시물에 불법 포르노 사진이 실려 있다는 비판이 제기되자 웨일스는 재빨리 이 사진들과 포르노 논란 가능성이 있는 사진들을 위키백과에서 삭제했다. 그러자 관리자들이 "위키백과는 웨일스 개인의 소유가 아니다."며 집단적으로 반발했다. 반발이 커지면서 웨일스는 자신의 관리자 권한을 포기했다는 기사가 폭스 뉴스 채널을 통해 발표되었으나 곧 이어 다른 언론사가 그의 권한에 어떤 문제도 없음을 보도했다.
2021년 1월, 연합뉴스와 온라인으로 인터뷰를 진행했다. 인터뷰에서 인간의 이성과 집단지성을 신뢰하며, 가짜 뉴스는 알고리즘이 퍼뜨리는 것으로 가짜 뉴스에 대항하려면 공신력 있는 저널리즘이 중요하다고 말했다.

## 같이 보기
- 래리 생어
- 위키백과

## 참고 문헌
- 제니퍼 졸린 앤더슨. 《위키피디아》 초판. 과학동아북스. 16-21쪽. ISBN 978-89-6286-088-7.